# Belle Haven
Belle Haven é uma cidade  localizada no estado norte-americano de Virginia, no Condado de Accomack e Condado de Northampton.

## Demografia
Segundo o censo norte-americano de 2000, a sua população era de 480 habitantes. 
Em 2006, foi estimada uma população de 475, um decréscimo de 5 (-1.0%).

## Geografia
De acordo com o United States Census Bureau tem uma área de 
4,1 km², dos quais 3,9 km² cobertos por terra e 0,2 km² cobertos por água.

## Localidades na vizinhança
O diagrama seguinte representa as localidades num raio de 16 km ao redor de Belle Haven. 